# Ступак Юрій Петрович
Юрій Петрович Ступак (* 10 червня 1911 року в с. Гаврилівка Катеринославська губернія (тепер Дніпропетровська область)  — † 15 жовтня 1979, м. Суми)  — український фольклорист, кандидат філологічних наук, член Спілки художників СРСР (1970)

## Біографія

### Філолог
Серед сумських науковців, які активно працювали на ниві української філології у ХХ ст., Ю. П. Ступак займає особливе місце з огляду на значну кількість його наукових праць та їх тісний зв'язок з національною культурою. Так писав про нього сумський журналіст і краєзнавець Г. Петров:
| Його щиро подивовував геній народу, який проявлявся в невмирущих піснях, у творах літераторів і митців минувшини і сьогодення. |
Та й сам вчений «разом з М. Даньком та Г. Петровим створив у сумському житті українську атмосферу, сам же, в цілому, був острівцем національного духу в місті і краї». Його приятель, сумський журналіст В. Балаян відзначав:
| Це був справжній український інтелігент, один з тих небагатьох витончених інтелігентів, у яких вистачало сили духу лишатися самим собою за будь-яких обставин. |
У своїх лекціях він акцентував увагу на національній природі, національній самобутності явищ культурного, літературного й педагогічного процесів. Ведучи активне наукове й громадське життя, виховуючи лекціями й життєвим прикладом студентів, часто виступаючи в пресі та перед громадськістю, Ю. П. Ступак залишався людиною скромною, навіть до певної міри замкнутою. Незадовго по смерті вченого Г. Петров писав:
| Зараз, знайомлячись з його життям, оглядаючи звершене ним, мимоволі відзначаєш, а як же все-таки мало ми знали про нього. Почасти причиною тому – його скромність, почасти – наша неуважність. |
Це міркування сьогодні, через стільки років по смерті вченого, коли його доробок залишився поза межами активного вжитку, звучить особливо актуально, адже повнокровний розвиток наукового поступу, зокрема в нашому університеті, неможливий без тісного зв'язку із набутком наших попередників.

### Дослідницька діяльність
Дослідницька діяльність Ю. П. Ступака часто ставала предметом позитивних рецензій у центральній фаховій пресі у 50—60-х рр., про роботи вченого йшлося в статтях О. Білецького, І. Дзеверіна, М. Ричалки, І. Березовського, П. Охріменка. У 80—90-х рр. в місцевій пресі з'явилось кілька публікацій, підготовлених товаришами та учнями. Проте повного або хоча б часткового аналізу багатовекторної наукової спадщини українського літературознавця, мистецтвознавця, фольклориста, краєзнавця й педагога Ю. П. Ступака ще не було запропоновано. Зокрема, на пильну й неупереджену вагу заслуговує шевченкознавча і фольклористична спадщина вченого, яка є предметом розгляду даної статті.
У 1932 році він закінчив факультет мови та літератури Харківського інституту народної освіти та деякий час завідував відділом редакцією республіканської піонерської газети «На зміну» (пізніше «Зірка»). З 1934 року і до кінця життя педагогічна, літературна та громадська діяльність Ю. Ступака була тісно пов'язана з Сумщиною. З 1934 і до вересня 1941 року він викладав в Охтирському педучилищі українську літературу, виступав у пресі зі статтями та рецензіями з питань літератури. У жовтні 1941 був евакуйований разом з родиною на Північний Кавказ у м. Єсентуки. У лютому-травні 1942 р. вчився у військово-піхотному училищі м. Орджонікідзе, по закінченні якого отримав звання лейтенанта, у складі 381-го стрілецького полку Приморської армії брав участь в 250-денній обороні Севастополя. Проте медаль «За оборону Севастополя» була вручена його родині лише після смерті ветерана у 1979 році.
Після демобілізації в листопаді 1945 Юрій Петрович працював у Конотопському учительському інституті, а після його ліквідації (1952 р.)  — у Глухівському. У 1953 році він захистив дисертацію «Слов'янська тема в українській літературі 40—50 рр. XIX ст. (Романтизм і Шевченко)», отримав ступінь кандидата філологічних наук та очолив кафедру української літератури Сумського педагогічного інституту. З 1966 року виконував обов'язки професора. Працював над докторською дисертацією «Нариси з історії української дитячої літератури XIX  — поч. ХХ ст.», яку не встиг закінчити. Вів лекційні курси з української літератури, усної народної творчості та історії мистецтва, керував науковим студентським товариством та краєзнавчим гуртком. Був головою секції літератури й мистецтва обласного відділення товариства «Знання», виконував обов'язки члена президії правління і голови секції етнографії, фольклору і письменності обласної організації товариства охорони пам'ятників історії та культури, був членом обласного літоб'єднання. Виступав перед населенням області з лекціями на літературно-мистецькі та краєзнавчі теми. З 1970 був членом наукової ради Інституту ім. Т. Г. Шевченка АН УРСР. У 1970 р. за значні заслуги у пропаганді живопису був прийнятий до Спілки художників СРСР. 1971 року вийшов на пенсію. За вісім пенсійних років написав третину своїх праць. В архіві вченого залишились підготовлені до друку близько десятка значних за обсягом робіт.

### Шевченкознавець

Ступак Ю. П. з дружиною 1939 р.

У повоєнні часи науковець глибше підійшов до творчості Т. Шевченка, почавши розглядати її в контексті ідейно-культурного руху доби. Проте сталінські часи обмежили молодого вченого у виборі методології, предмета дослідження і фактичного матеріалу. Його праця потрапила в контекст критики «націоналістичних літературознавців» з їх теорією «єдиного потоку», проти яких була спрямована спеціальна постанова ЦК КП(б)У «Об извращениях и ошибках в освещении истории украинской литературы» і редакційна стаття в «Правді» «Против идеологических извращений у литературе». Перед літературознавцями було поставлене завдання створення наукових робіт «об огромном и плодотворном влиянии русской общественно-политической мысли и литературы на развитие украинской культуры и литературы» . В цьому зашореному ідеологічному руслі перебувають шевченкознавчі роботи Ю. Ступака кінця 40-х — поч. 50-х рр. : «Шевченко і слов'янство» (1948), «Шевченко і Герцен» (1951). В останній автор міцно прив'язує погляди і переконання Шевченка до поглядів і переконань Герцена, позбавляючи українського поета власної світоглядної самостійності, і наголошуючи на тому, що «Шевченко був спільником і однодумцем видатних представників російської культури і суспільно-політичної думки».
Дисертаційне дослідження з теми «Слов'янська тема в українській літературі 40—50 років XIX століття», над яким працював у цей час Ю. Ступак, мало уточнюючий підзаголовок «Романтики і Шевченко» і торкалося діяльності харківських романтиків, «руської трійці» та Шевченка в контексті т. зв. «слов'янського питання». Дисертація чітко тримається ленінської тези про два напрямки в романтизмі — прогресивний і реакційний, тому автор не шкодує гнівних інвектив на адресу Куліша та інших «реакційних» письменників. А там, де його пильність послаблюється, підключається рецензент, академік М. Рильський:
| Тов. Ступак з повною підставою і з доброю аргументацією говорить про реакційність і монархізм таких представників українського романтизму, як Амвросій Метлинський і Корсун. Я гадаю, що ці риси не менше властиві й Гулакові-Артемовському. Максимовичу, на мою думку, в основному треба ставити на карб його виключну залюбленість у старовину. |
Підтримує М. Рильський і «справедливу критику робіт таких літературознавців, як Щурат і Гординський, що незмірно роздмухували вплив польських поетів на нашого Кобзаря», проте дещо обмежує запал дисертанта, коли він Бєлінського називає «генієм російського народу» .
Наприкінці 50-х та на початку 60-х років Ю. Ступак відходить у своїх роботах від тотальної ідеологізації постаті Шевченка та виступає з набагато оригінальнішим і свіжим матеріалом, пов'язаним із місцевим краєзнавчим аспектом («Перебування Т. Г. Шевченка на Сумщині» (1956), «Фольклорні записи Т. Шевченка в нашому краї» (1961) тощо).

На початку 60-х років виходить кілька статей ученого, присвячених аналізові «Букваря південноруського», виданого Шевченком незадовго до смерті («Буквар» Т. Г. Шевченка (1961), «Фольклор у „Букварі“ Т. Г. Шевченка» (1962), «Фольклор у „Букваре южнорусском“ Т. Г. Шевченка» (1962), «Використання Т. Г. Шевченком народної творчості з навчально-виховною метою» (Фольклор у «Букварі» Т. Г. Шевченка) (1963), «Т. Г. Шевченко і народна педагогіка» (1964). У цих статтях автор наголошував на тому, що
...весь зміст „Букваря“ свідчить про те, упорядник дбав не лише про високу якість навчального матеріалу, який дав би учням певні знання, сприяв розвиткові їх пам'яті, вмінню читати, писати й рахувати. У центрі уваги Шевченка були завдання виховного характеру. Твори, вміщені в книзі, примушували замислюватись над тим, що „добре й що погано“, яким слід бути і т. д.
Автор аналізує поданий Шевченком фольклорний матеріал — думи і приказки — і зазначає, що звернення до фольклору в навчальній роботі розкривало перед учнями багатство й красу рідної мови, давало їм зразки соковитого народного слова. Статті містять не лише літературознавчий аспект, а й педагогічний, вчений розглядає «Буквар» крізь призму народної педагогіки, яку «Т. Г. Шевченко протягом усього свого недовгого творчого життя наполегливо пропагував…, користувався її надбаннями тоді, коли писав свої твори» .
Акцентування на дитячій адресації «Букваря» підштовхнуло вченого до глибшого дослідження зв'язку Шевченка з дитячою літературою. Наслідком цих напрацювань стали розділи про поета, підготовлені до колективних посібників «Українська дитяча література» (К.,1963) та «Дитяча література» (К., 1967). Тут автор знов торкається «Букваря» та окреслює кілька тем і циклів в у творчості Шевченка (вірші автобіографічного характеру, пейзажна лірика, відповідні уривки з прозових творів), які дають йому право дійти висновку, що саме з поезій Шевченка починається в Україні реалістична художня література для дітей.
Глибоко цікавлячись постаттю Шевченка, дослідник не міг оминути увагою його малярської спадщини. Поєднавши цей напрямок досліджень із своїми вже добре окресленими краєзнавчими інтересами, він підготував ґрунтовну й цікаву розвідку «Шевченко-художник на Сумщині», яка вийшла окремою статтею (1969), а також увійшла як розділ до його книги «Видатні художники на Сумщині» (Харків, 1969) та пізніше була передрукована у збірнику «Тарас Шевченко і Сумщина» (Суми, 1993). Від Шевченка-художника був перекинутий місточок до мистецтвознавчих студій вченого, яким він повністю віддався наприкінці життя, популяризуючи спадщину видатних художників, котрі увічнили на полотні наш край.
Досліджуючи іконографію Шевченка, Ю. Ступак звертається до історії створення художником І. М. Крамським портрета Шевченка, підготувавши невеличку розвідку «Дещо з історії Шевченкового портрета» (1963), яка пізніше знайде продовження в значно повнішому дослідженні «Крамськой і Україна» (1971). Аналізуючи біографічні і творчі зв'язки «ідеолога передвижників» І. М. Крамського, який мав українське коріння і багато своїх робіт присвятив Україні, автор часто звертається до постаті Шевченка та його впливу на сучасників. Перебуваючи під цим впливом Крамськой і створив портрет Шевченка, який належить до його найкращих творів. «В ньому немає ніякого позування, — зазначає дослідник, — нічого ефектного, поет виглядає мудрим, добрим, спокійним… Портрет дає відчуття неабиякої внутрішньої сили. Водночас майстерно передано велику людяність Кобзаря».
Своєрідним узагальненням напрямків власних шевченкознавчих студій стали підготовлені вченим до «Шевченківського словника» (К.,1976) статті Букварь Южнорусский, Крамськой, Крайнюков, Красножон, Кролевець, які узагальнили його напрацювання та авторські відкриття.
Паралельно, а часто перетинаючись і взаємодоповнюючись, розвивались поруч із шевченкознавчими студіями Ю. П. Ступака його фольклористичні наукові інтереси. Велику роль у їх становленні відіграв І. С. Абрамов, фольклорист, етнограф і педагог з Воронежа Шосткинського району. В особистому архіві Ю. П. Ступака зберігається їх листування, сповнене щирості і взаємопідтримки в наукових зацікавленнях. Ступакові належить кілька статей про подвижницьку діяльність І. Абрамова на ниві вітчизняного народознавства ("Найстаріший краєзнавець країни (І. С. Абрамов) (1957), «Фольклорист І. Абрамов» (1959). Спільно з Абрамовим була підготовлена цінна розвідка «Українські народні пісні з рукописного пісенника XVIII ст.» (1959), яка вводила до наукового обігу 158 пісенних текстів XVIII ст., серед яких «українських та близьких до них». Саме після знайомства з І. Абрамовим у шевченкознавчих студіях Ступака значно посилюється фольклористичний струмінь, який у свою чергу мав виразне педагогічне спрямування. Саме на перетині фольклористики і педагогіки вийшли наступні праці вченого: «Педагогічні ідеї в народній творчості» (1956), «Педагогічні ідеї в українській народній поетичній творчості» (1958), «Виховне значення українського фольклору» (1960), «Фольклор і педагогіка» (1960).
Продовжуючи започаткований статтями про Абрамова історіографічний вектор фольклористичних студій, вчений готує ряд статей, присвячених відомим фольклористам — Б. Грінченку, М. Сумцову, В. Горленку, П. Мартиновичу, М. Рильському, П. Охріменку, звертаючи особливу увагу на їх внесок у дослідження національного і, зокрема, сумського фольклору. Цінність оприлюднених фактів і авторських міркувань вченого часто і до сьогодні не втратили своєї актуальності. Фольклористичні праці Ю. Ступака, маючи свою специфіку у тісному зв'язку з літературознавством і педагогікою, стали новою віхою у розвиткові місцевої фольклористики, перевели її у практичну площину виховного процесу та виявили глибинні взаємозв'язки з творчістю Т. Шевченка. А його шевченкознавчі дослідження своєю багатовекторністю, заглибленістю в місцевий матеріал, міжпредметними паралелями дають чудовий матеріал для сучасного неупередженого переосмислення та окреслення деяких базисних точок для подальших студій.

### Наукова спадщина
Ю. П. Ступак залишив понад 300 наукових праць. Серед його зацікавлень -шевченкознавство, фольклористика, українська дитяча література, зв'язки української літератури з літературами радянських республік, образотворче мистецтво. Він є автором посібників «Українська дитяча література» (1963, у співавторстві з Д. Білецьким), «Дитяча література» (1967, у співавторстві з Д. Білецьким, Ф. Гурвич та ін.), Окремими виданнями вийшли «Педагогічні погляди О. В. Духновича» (1956), «Педагогічні ідеї в українській народній поетичній творчості» (1958), «Виховне значення українського фольклору» (1960), «Бібліографічна робота вчителя літератури» (1961), «Видатні художники на Сумщині» (1969), «Крамськой і Україна» (1971).
Першою його науковою публікацією була стаття з досить тенденційною назвою «За бойову дитячу п'єсу» (1932 р.). В 30-х роках Ю. Ступак активно дописує до таких видань, як «Комсомолець-активіст», «Дитячий рух», «На зміну», «Соціалістична культура», «Літературний журнал». Під кінець 30-х чітко окреслюється провідна тема його наукового життя, яка пізніше пов'яжеться з іншими, обросте контекстом, доповниться міжпредметними аспектами. Тема ця — Шевченко. Першою спробою наближення до Т. Шевченка стала стаття в сумській газеті «Більшовицька зброя» (пізніше «Ленінська правда») під назвою «Щоденник Т. Г. Шевченка» (1939). У 1940 році побачили світ статті «На могилі Шевченка» та «Книги обласних видавництв про Шевченка». Остання стаття присвячена оглядові регіональних видань про Т. Шевченка, які вийшли в СРСР до 125-річчя поета. Автор зупиняється на двох з них: збірнику «Шевченко в ссылке» (Оренбург, 1939), який він критикує за повторені в ньому «давно засуджені теорії вульгарних соціологів про „неповноцінність“ ранніх творів Шевченка, написаних на історичні теми»] та збірнику «Шевченко в Нижнем Новгороде», який він оцінює як «змістовний», хоч і вказує, що «поезії Шевченка в цьому збірнику подані в застарілих перекладах»

### Шевченкознавчі праці
- Щоденник Т. Г. Шевченка // Більшовицька зброя.  — 1939.  — 6 берез.
- Книги обласних видавництв про Шевченка // Літературний журнал. — 1940. — № 6.
- На могилі Шевченка // Більшовицька молодь. — 1940. — 28 січ.
- Образ Шевченка (рецензія на повість О. Ільченка «Петербурзька осінь») // Більшовицька зброя. — 1946. — 21 серп.
- Шевченко і слов'янство // Більшовицька зброя. — 1948. — 10 берез.
- Шевченко і Герцен // Література в школі. — 1951. — № 5.
- Т. Г. Шевченко в білоруській літературі // Рад. літературознавство. — К., 1952. — Кн. 16.
- Перебування Т. Г. Шевченка на Сумщині // Ленінська правда. — 1956. — 18 лист.
- Рецензія на книгу Д. Косарика «Шевченківські місця на Україні»// Література в школі. — 1957. — № 3.
- Фольклорні записи Т. Шевченка в нашому краї // Ленінська правда. — 1961. — 10 берез.
- «Буквар» Т. Г. Шевченка (стаття надрукована в січні 1962 в усіх районних газетах України. Написана на замовлення РАТАУ.).
- «Буквар» Т. Г. Шевченка // Зоря. — 1961. — 14 лют.
- Фольклор у «Букварі» Т. Г. Шевченка // Народна творчість та етнографія. — 1962. — № 4.
- Т. Г. Шевченко // Білецький Д. М., Ступак Ю. П. Українська дитяча література. — К., 1963. — С. 60—70.
- Фольклор у «Букваре южнорусском» Т. Г. Шевченка // Народна творчість та етнографія. — 1962. — № 4. — С. 91—95.
- Використання Т. Г. Шевченком народної творчості з навчально-виховною метою (Фольклор у «Букварі» Т. Г. Шевченка) // Шевченко в школі. Посібник для вчителів. — К., 1963.
- Дещо з історії Шевченкового портрета // Вітчизна. — 1963. — № 3. — С. 220—221. [До історії створення художником І. М. Крамським портрета Шевченка]
- Т. Г. Шевченко і народна педагогіка // Народна творчість та етнографія. — 1964. — № 2. — С. 85—88.
- Тарас Григорович Шевченко // Дитяча література. — К., 1967. — С. 87—97.
- Шевченко-художник на Сумщині // Ленінська правда. — 1968. — 10 бер. (передрук у книзі: Тарас Шевченко і Сумщина. — Суми, 1993. — С. 34—40.).
- Крамськой і Україна. — К., 1971. [про роботу над портретом Шевченка. — С. 15—19]
- Крамськой і Шевченко // Зб. пр. 20-ї наук. шевч. конф. — К., 1973. — С. 195—199.
- Статті й довідки в «Шевченківському словнику» (Т. 1., 1976). (Букварь Южнорусский; Крамськой; Крайнюков; Красножон; Кролевець). Шевченківський словник: У 2 т. — К.: Вища школа. — 1976. — 828 с.

### Фольклористичні праці
- Педагогічні ідеї в народній творчості // Дошкільне виховання. — 1956. — № 6.
- Найстаріший краєзнавець країни (І. С. Абрамов) // Ленінська правда. — 1957. — 22 вересня.
- Педагогічні ідеї в українській народній поетичній творчості. — Суми, 1958. — 32 с.
- Фольклорист І. Абрамов // НТТЕ. — 1959. — № 3.
- Виховне значення українського фольклору. — К., 1960. — 32 с.
- Фольклор і педагогіка // НТТЕ. — 1960. — № 3.
- Визначний літературознавець і фольклорист (П. М. Попов) // Ленінська правда. — 1960. — 30 липня.
- Фольклорні записи Т. Шевченка в нашому краї // Ленінська правда. — 1961. — 10 березня.
- Фольклор у «Букварі» Т. Г. Шевченка // Народна творчість та етнографія. — 1962. — № 4.
- Використання Т. Г. Шевченком народної творчості з навчально-виховною метою (Фольклор у «Букварі» Т. Г. Шевченка) // Шевченко в школі. Посібник для вчителів. — К., 1963.
- Т. Г. Шевченко і народна педагогіка // Народна творчість та етнографія. — 1964. — № 2. — С. 85—88.
- Збирач пісенних скарбів (Б. Грінченко) // Вперед. — 1965. — 12 жовтня.
- М. Сумцов — дослідник народного мистецтва // Народна творчість та етнографія. — 1968. — № 6.
- Ушинський і український фольклор // Народна творчість та етнографія. — 1971. — № 1.
- Академіки з Сумщини (про мистецтвознавців О. Сидорова, М. Сумцова та ін.) // Ленінська правда. — 1974. — 10 лютого.
- М. Т. Рильський на Сумщині // Червоний промінь. — 1975. — 18 березня.
- Насиченість життя (до 60-річчя з дня народж. докт. філол. наук., проф. П. П. Охріменка) // Червоний промінь. — 1979. — 14 липня.